# Cymbidiinae
Sous-tribu
Classification phylogénétique
Les Cymbidiinae sont une sous-tribu d'orchidées de la sous-famille des Epidendroideae et de la tribu des Cymbidieae. Elle comprend environ 120 espèces.

## Liste des genres
Selon BioLib (30 juin 2024) :
- Acriopsis Reinw. ex Blume, 1823 (7 espèces)
- Ansellia Lindl., 1844 (1 espèce)
- Claderia Hook.f., 1890 (2 espèces)
- Cymbidium Sw., 1799 (67 espèces)
- Dipodium R.Br., 1810 (24 espèces)
- Grammatophyllum Blume, 1825 (12 espèces)
- Graphorkis Thouars, 1809 (4 espèces)
- Porphyroglottis Ridl., 1896 (1 espèce)
- Thecopus Seidenf., 1984 (2 espèces.)
- Thecostele Rchb.f., 1857 (1 espèce)